# Xylopia peekelii
Xylopia peekelii este o specie de plante angiosperme din genul Xylopia, familia Annonaceae, descrisă de Friedrich Ludwig Diels. Conform Catalogue of Life specia Xylopia peekelii nu are subspecii cunoscute.